# 카메룬의 국장

카메룬의 국장

1998년 이전까지 사용된 카메룬의 국장

카메룬의 국장은 카메룬을 상징하는 문장으로 현재의 국장은 1986년에 수정되었다. 국장 가운데에는 카메룬의 국기 문양의 방패가 그려져 있다.
방패 가운데에는 카메룬의 지도가 파란색으로 그려져 있으며 지도 위에는 검과 천칭이 올려져 있다. 방패 뒤쪽에는 엇갈린 채로 놓여 있는 두 개의 속간이 그려져 있다. 속간은 나라의 권위를, 검과 천칭은 정의를 의미한다.
방패 위쪽에는 카메룬의 나라 표어인 "평화, 노동, 조국"("Paix, Travail, Patrie", "Peace, Work, Fatherland")이 프랑스어와 영어로 쓰여 있다. 방패 아래쪽에 있는 리본에는 카메룬의 공식 명칭인 "카메룬 공화국"("République du Cameroun", "Republic of Cameroon")이 프랑스어와 영어로 쓰여 있다.

## 같이 보기
- 카메룬의 국기